# Sciadia slovenica
Sciadia slovenica is een vlinder uit de familie spanners (Geometridae). De wetenschappelijke naam is voor het eerst geldig gepubliceerd in 2008 door Leraut.
De soort komt voor in Europa.